# Смит Джелиф
Смит Ели Джелиф (на английски: Smith Ely Jelliffe) е американски невролог, психиатър и психоаналитик.

## Биография
Роден е на 27 октомври 1866 година в Ню Йорк, САЩ. Първоначално се обучава по ботаника и фармацевтика, а след това по неврология. Впоследствие започва обучение по психиатрия и невропсихиатрия и накрая психоанализа.
Джелиф е един от най-ранните привърженици на Фройд в САЩ. Издава редица преводи по психопатология, неврология, психиатрия и психотерапия. От 1902 г. притежава и редактира за следващите 40 години известния „Журнал за нервни и психически болести“. През 1907 заедно с дългогодишния си сътрудник Уилям Алансън Уайт, основават и редактират „Монографските серии за нервни и психически болести“, в които се публикуват най-ранните преводи на Фройд, Юнг, Адлер и други европейски психоаналитици, както и монографии в областта на психиатрията и неврологията.
С Уайт, Джелиф основава през 1913 г. The Psychoanalytic Review („Психоаналитичен преглед“), доста „неправоверен“ журнал (какъвто още е), който е първия аналитичен журнал на английски език.
Умира на 25 септември 1945 година в Лейк Джордж, Австрия, на 78-годишна възраст.